# 936. grenadirski polk (Wehrmacht)
936. grenadirski polk (izvirno nemško 936. Grenadier-Regiment; kratica 936. GR) je bil pehotni polk Heera v času druge svetovne vojne.

## Zgodovina
Polk je bil ustanovljen 21. septembra 1943 v Rouenu za potrebe 245. pehotne divizije.